# عصب زهاری
عصب زهاری یا عصب پودندال (به انگلیسی: Pudendal nerve) عصب اصلی میان‌دوراه است.
عصب زهاری یک عصب حسی عمومی، حرکتی، و پاراسمپاتیک است از شبکه خاجی (ساکرال) - S2-S4 منشأ می‌گیرد، وارد مجرای زهاری (پودندال) می‌شود، عصب راست‌روده‌ای پایینی را می‌دهد، سپس به دو عصب میان‌دوراهی (perineal) و عصب پشتی نرینه یا کلیتوریس تقسیم می‌شود به ماهیچه‌ها، پوست، و بافت راست‌شونده میان‌دوراه ختم می‌شود.

## مسیر
عصب زهاری از فیبرهایی با ۲ تا ۴ ریشه تشکیل شده که در مرز تحتانی ماهیچهٔ گلابی‌شکل ادغام می‌شوند. عصب از طریق بریدگی بزرگ‌تر سیاتیک لگن را ترک می‌کند تا به دور استخوان نشیمنگاهی (ورکی) یا رباط خاجی‌خاری بپیچد، پیش از ورود دوباره به لگن از طریق بریدگی کمتر سیاتیک بین رباط خاجی‌خاری و رباط خاجی‌نشیمنگاهی، و از آنجا به درون ماهیچهٔ سِدادی درونی (فاسیای ابتوراتور اینترنوس، کانال الکوک) می‌رود. به‌طور معمول به سه شاخه تقسیم می‌شود: عصب مقعدی‌راست‌روده‌ای (آنورکتال) پایینی؛ عصب سطحی میان‌دوراه (شاخه جلدی)، و عصب میان‌دوراهی عمیق (به مثانه، پروستات و میزراه و همچنین سر آلت تناسلی مرد/کلیتوریس). عصب، فیبرهای خودکار را از شبکه عصبی زیرشکمی و اندوختگاه به اسفنکترهای مقعد و پیشابراه می‌برد. در صورت نئوپلازی، تروما و عفونت، عصب ممکن در ماهیچهٔ گلابی‌شکل و رباط‌های خاجی‌خاری/خاجی‌نشیمنگاهی (در ۴۲٪ از موارد)؛ در کانال الکوک (۲۶٪) یا در سطوح مختلف (۱۷٪) دچار برخورد یا اصابت شوند.

## نگارخانه

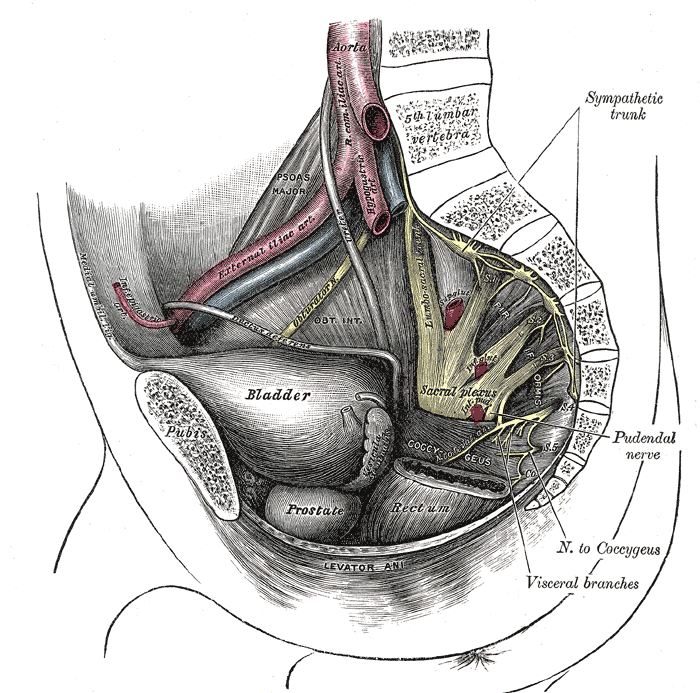
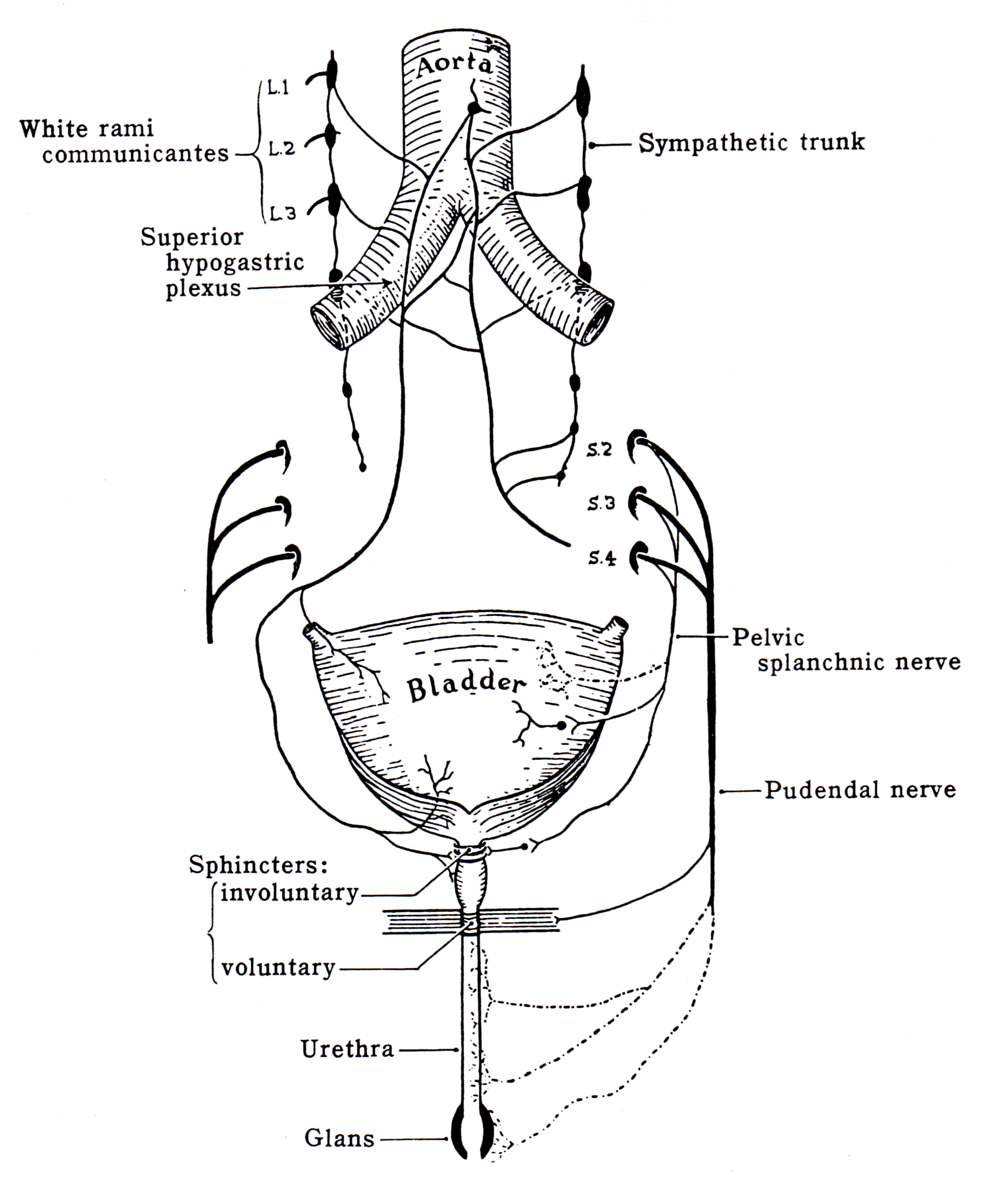
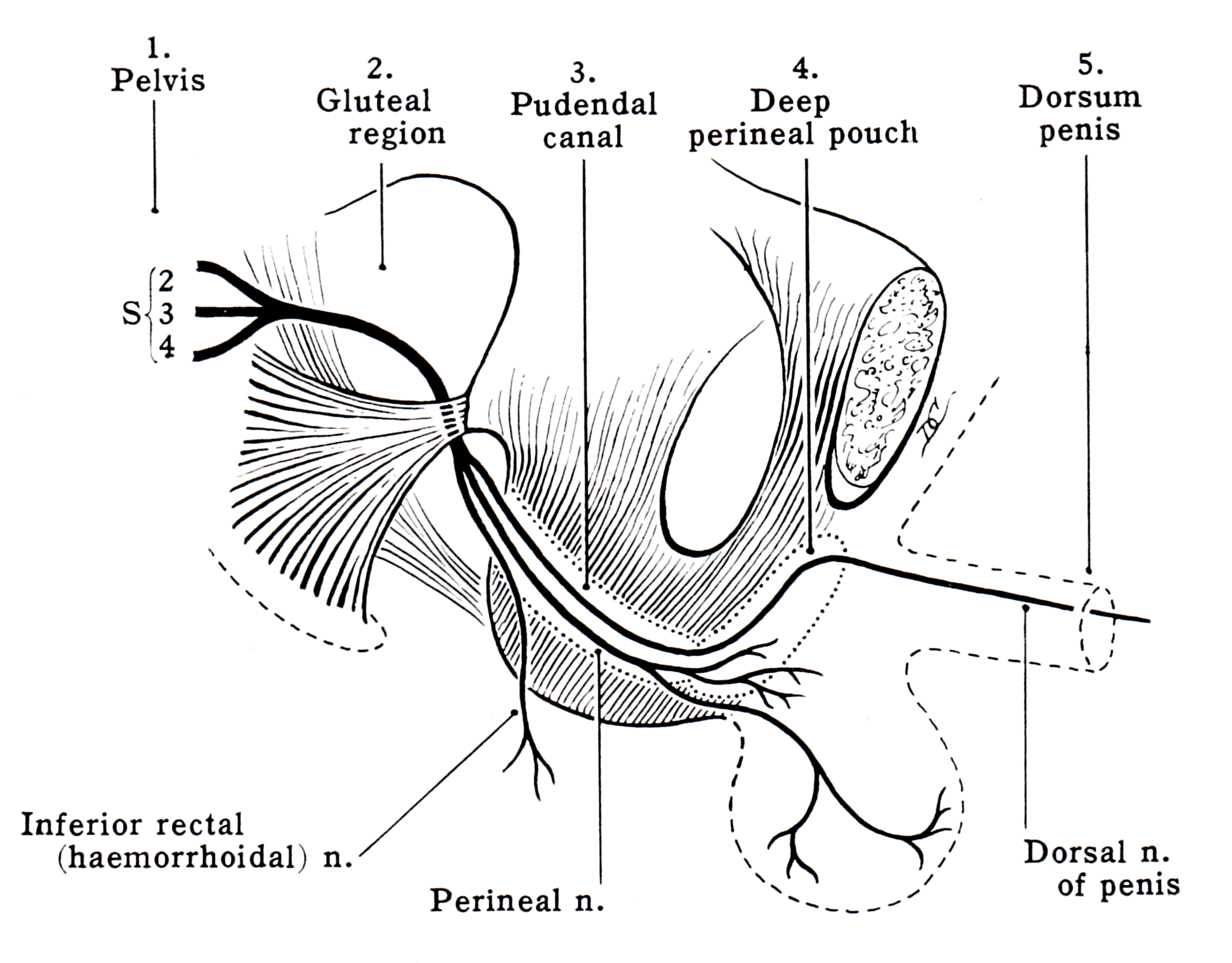